# Grylloderes orlovskajae
Grylloderes orlovskajae är en insektsart som beskrevs av Andrej Vasiljevitj Gorochov 1988. Grylloderes orlovskajae ingår i släktet Grylloderes och familjen syrsor.

## Underarter
Arten delas in i följande underarter:
- G. o. orlovskajae
- G. o. adventicius